# Гази III Ґерай
Гази III Ґерай (1673–1709) — кримський хан у 1704—1707 рр. з династії Ґераїв, наступник Селіма I Ґерая, попередник Каплана I Ґерая. Син Селіма I Ґерая.
Був нуреддином у правління Девлета II Ґерая.
Підняв заколот проти хана, очоливши повсталих буджацьких ногайців. Після придушення бунту пішов до Османської імперії і жив на Родосі. У четверте правління батька став калгою і потім успадкував батьківський трон. Цього разу Гази III довелося вже самому усмиряти Буджак, що знов побажав вийти з підпорядкування Кримського ханства. За допомогою султана ханові вдалося отримати перемогу.
Докладав зусилля на облаштування стабільного життя в країні. Характерною рисою хана була його віротерпимість. У 1704 р. дозволив створення римсько-католицької місії в Бахчисараї. Через скарги російських послів на самовільні набіги кубанських ногайців Османська імперія, що побоювалася міжнародних ускладнень, поклала провину за них на хана і відправила його у відставку. Дійсною причиною позбавлення хана престолу була боротьба придворних угрупувань у Стамбулі, кожна з яких мала свого кандидата на кримський престол.
Після позбавлення влади поселився в Карін-Абаді. У віці 36 років помер від чуми.